# Алатау-Айры
Алатау-Айры или Алатауайры (баш. Алатауайыры), также фиксировался как Ташбуканский — упразднённый хутор Макаровского района БАССР (ныне на территории современного Ишимбайского района Башкортостана). Входил в Кулгунинский сельсовет.

## Топонимика
Айры в переводе с тюрк. — отрог горы, развилина. Алата́у, Ала-Тоо (в переводе с тюрк. — «пегие горы» (имеют «пегую» окраску). Башкирское название топонима баш. Алатауайыры) образовано путём сложения основ, не характерных для имён нарицательных.

## География
Находился на реке Алатауайры (бассейн реки Зилим). Алатау-Айры находился рядом с хуторами ташбуканцев Калу-Айры, Урта-Айры. Основной аймак деревни Алатау-Айры, Шаухёйэк, часть того же аймака в Ташбукане.

## История я
Основан между 1865 и 1896 годами жителями деревни Ташбукан (деревни Верхне-Ташбуканово и Нижне-Ташбуканово) Юрматинской волости. Входил в состав Макаровской волости Стерлитамакского уезда. 
Существовал до 1930-х годов. 

## Население
В 1896 году в 20 дворах проживало 72 человека. В 1906 году — 25 человек.

## Инфраструктура
Занимались хуторяне пчеловодством, изготовлением деревянных изделий.